# كاثرين كيلي
كاثرين كيلي (بالإنجليزية: Katherine Kelly)‏ هي ممثلة بريطانية، ولدت في 19 نوفمبر 1979 في المملكة المتحدة.

## وصلات خارجية
- كاثرين كيلي على موقع IMDb (الإنجليزية)
- كاثرين كيلي على موقع ألو سيني (الفرنسية)
- كاثرين كيلي على موقع ميوزك برينز (الإنجليزية)
- كاثرين كيلي على موقع أول موفي (الإنجليزية)
- كاثرين كيلي على موقع قاعدة بيانات الفيلم (الإنجليزية)
- كاثرين كيلي على موقع كينوبويسك (الروسية)